# Laurent Hénart

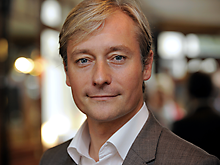
Laurent Hénart (2013)

Laurent Hénart (* 15. Oktober 1968 in Laxou, Département Meurthe-et-Moselle) ist ein französischer Politiker (PRad, MRSL). Er war 2002–2004 und 2005–2012 Abgeordneter in der Nationalversammlung, von 2014 bis 2020 Bürgermeister von Nancy und von 2014 bis 2017 Vorsitzender der Parti radical valoisien. Seit 2017 ist er Vorsitzender des Mouvement radical.

## Leben und politische Karriere
Hénart studierte Jura in Nancy, wo er mit einem DEA im öffentlichen Recht abschloss, dann absolvierte er den Diplomstudiengang des Institut d’études politiques de Paris (Sciences Po). Als Student gründete er 1988 in Nancy den Courant de la Jeunesse Radicale („Strömung der radikalen Jugend“), eine Jugendorganisation der bürgerlich-liberalen Parti radical valoisien. Daraus gingen 1992 die Jeunes Radicaux hervor, deren erster Vorsitzender er bis 1997 war. Nach dem Wehrdienst arbeitete er als Unternehmensjurist bei der Mittelstandsbank Société Nancéienne Varin Bernier (SNVB). 
Auf der Liste seines Parteikollegen und politischen Mentors, des langjährigen Bürgermeisters von Nancy André Rossinot, wurde Hénart 1995 in den Gemeinderat von Nancy gewählt. Sechs Jahre später wurde er als Gemeinderat bestätigt und zusätzlich Beigeordneter für Kultur und Jugend. Bei der Parlamentswahl 2002 wurde Hénart als Abgeordneter des 1. Wahlkreises des Départements Meurthe-et-Moselle in die Nationalversammlung gewählt. Im Kabinett Raffarin III war er von März 2004 bis Mai 2005 Staatssekretär im Arbeitsministerium für die berufliche Eingliederung von Jugendlichen (unter Minister Jean-Louis Borloo). Anschließend kehrte er auf seinen Parlamentssitz zurück, 2007 wurde er als Abgeordneter wiedergewählt. Von 2005 bis 2014 war Hénart zudem Präsident der Agence nationale des services à la personne (ANSP), einer öffentlich-rechtlichen Körperschaft zur Förderung der Entwicklung und Qualität persönlicher Dienstleistungen.
Als Nachfolger von André Rossinot, der nicht wieder antrat, wurde Hénart 2014 zum Bürgermeister von Nancy gewählt. Im Juni desselben Jahres übernahm er von Jean-Louis Borloo den Vorsitz der Parti radical valoisien. Diese fusionierte im Dezember 2017 mit der Parti radical de gauche zum Mouvement radical (social libéral). Zunächst übernahm Hénart zusammen mit Sylvia Pinel den Ko-Vorsitz. Im Februar 2019 verließen Pinel und die meisten Mitglieder des linken Flügels die Partei wieder. Seither ist Hénart alleiniger Parteivorsitzender. Bei der Kommunalwahl 2020 wurde seine Kandidatur auch von den Parteien Les Républicains und La République en marche unterstützt, er unterlag aber im zweiten Wahlgang Mathieu Klein von der Parti socialiste.